# Liste staatlicher Archive
Die nachfolgende Liste staatlicher Archive enthält nationale und staatliche Archive.
Sie erhebt keinen Anspruch auf Vollständigkeit; es existieren auch nicht zu allen Archiven eigene Artikel.
Darüber hinaus sind in Deutschland eine Vielzahl staatlicher und damit öffentlicher Archive vorhanden, die meist auf einer unteren Ebene des Bundes oder eines Bundeslandes existieren und Archivgut vorhalten.
Diese meist in spezifischen Archivsparten aufgeführten Archive können unter anderem über das Archivportal-D ermittelt werden.

## Deutschland
1. Bundesarchiv (Deutschland), Koblenz (Gründung 1952, Unterlagen von Verfassungsorganen, Bundesbehörden, Bundesgerichten)
  1. Bundesarchiv-Militärarchiv, Freiburg im Breisgau (Gründung 1955, Bestände seit 1867, Unterlagen von deutschen Kriegs- und Verteidigungsministerien, Truppenteilen und Militärangehörigen)
  2. Militärarchiv Potsdam (Gründung 1958, Unterlagen von deutschen Kriegs- und Verteidigungsministerien, Truppenteilen (DDR, Königreich Sachsen))
2. Politisches Archiv des Auswärtigen Amts, Berlin (Gründung: 1920, Unterlagen von deutschen Außenministerien)
3. Geheimes Staatsarchiv Preußischer Kulturbesitz, Berlin (Gründung: 1803, Zivil- und Militärakten Brandenburg und Preußen)
4. Reichsarchiv,  Potsdam (1919–1945, Norddeutscher Bund, Akten von Behörden des Deutschen Reiches, Nachfolger: Bundesarchiv, Militärarchiv Potsdam)
  1. Heeresarchiv, Potsdam (1936–1945, Militärunterlagen aus dem Reichsarchiv, weitgehend vernichtet, Nachfolger: Bundesarchiv-Militärarchiv, Militärarchiv Potsdam)

1. Baden-Württemberg
  1. Landesarchiv Baden-Württemberg
    1. Hauptstaatsarchiv Stuttgart
    2. Staatsarchiv Freiburg
    3. Staatsarchiv Ludwigsburg
    4. Generallandesarchiv Karlsruhe
    5. Hohenlohe-Zentralarchiv Neuenstein
    6. Staatsarchiv Sigmaringen
    7. Staatsarchiv Wertheim
2. Bayern
  1. Bayerisches Hauptstaatsarchiv, München
  2. Staatsarchiv Amberg
  3. Staatsarchiv Augsburg
  4. Staatsarchiv Bamberg
  5. Staatsarchiv Coburg
  6. Staatsarchiv Landshut
  7. Staatsarchiv München
  8. Staatsarchiv Nürnberg
  9. Staatsarchiv Würzburg
3. Berlin
  1. Landesarchiv Berlin
4. Brandenburg
  1. Brandenburgisches Landeshauptarchiv Potsdam
5. Bremen
  1. Staatsarchiv Bremen
6. Hamburg
  1. Staatsarchiv der Freien und Hansestadt Hamburg
7. Hessen
  1. Hessisches Landesarchiv
    1. Hessisches Hauptstaatsarchiv, Wiesbaden
    2. Hessisches Staatsarchiv Darmstadt
    3. Staatsarchiv Marburg (Gründung 1869, Sammlungen seit dem 8. bzw. 13. Jahrhundert, Schriftgut aus den Regierungspräsidien Gießen und Kassel sowie von Staaten und Provinzen auf hessischem Territorium)
8. Mecklenburg-Vorpommern
  1. Landeshauptarchiv Schwerin
  2. Landesarchiv Greifswald
9. Niedersachsen
  1. Niedersächsisches Landesarchiv
    1. Abteilung Aurich
    2. Abteilung Bückeburg
    3. Abteilung Hannover
    4. Abteilung Oldenburg
    5. Abteilung Osnabrück
    6. Abteilung Stade
    7. Abteilung Wolfenbüttel
10. Nordrhein-Westfalen
  1. Landesarchiv Nordrhein-Westfalen
    1. Landesarchiv Nordrhein-Westfalen Abteilung Ostwestfalen-Lippe, Detmold
    2. Landesarchiv Nordrhein-Westfalen Abteilung Rheinland, Duisburg
    3. Landesarchiv Nordrhein-Westfalen Abteilung Westfalen, Münster
11. Rheinland-Pfalz
  1. Landesarchivverwaltung Rheinland-Pfalz
    1. Landeshauptarchiv Koblenz[1]
    2. Landesarchiv Speyer[2]
12. Saarland
  1. Landesarchiv Saarbrücken
13. Sachsen
  1. Sächsisches Staatsarchiv
    1. Hauptstaatsarchiv Dresden
      1. Staatsfilialarchiv Bautzen

    2. Staatsarchiv Leipzig
    3. Staatsarchiv Chemnitz
    4. Bergarchiv Freiberg
14. Sachsen-Anhalt
  1. Landesarchiv Sachsen-Anhalt, Magdeburg, Wernigerode, Merseburg und Dessau (Onlinedatenbank scopeArchiv)
15. Schleswig-Holstein
  1. Landesarchiv Schleswig-Holstein, Schleswig
16. Thüringen
  1. Landesarchiv Thüringen (Gründung 2016 aus der Vereinigung der sechs Staatsarchive)
    1. Hauptstaatsarchiv Weimar (Gründung 1923, Sammlung seit 1547, Herzogtum Sachsen-Weimar)
    2. Staatsarchiv Altenburg (Gründung: 1826/1923, Sammlung seit 1603, Herzogtum und Freistaat Sachsen-Altenburg, Kreis Altenburg)[3]
    3. Staatsarchiv Gotha (Gründung 1923, Sammlung seit 1640, Herzogtümer Sachsen-Coburg, Sachsen-Gotha, Gotha)[4]
    4. Staatsarchiv Greiz (Gründung 1867/1923, Sammlung seit 1647 in Gera, Greiz und Schleiz, Fürstentümer und Volksstaat Reuß)[5]
    5. Staatsarchiv Meiningen (Gründung: 1923, Sammlung seit 1660, Südthüringen, Herzogtum und Freistaat Sachsen-Meiningen, Grafschaft Henneberg)[6]
    6. Staatsarchiv Rudolstadt (Gründung: 1923, Sammlung seit Beginn des 17. Jahrhunderts an den Standorten Arnsberg, Rudolstadt und Sondershausen, Haus Schwarzenburg)[7]

  2. Thüringisches Landesmusikarchiv (Gründung: 1995)

## Österreich
- Österreichisches Staatsarchiv, Wien (Onlinekatalog)
- Landesarchiv Burgenland, Eisenstadt[8]
- Kärntner Landesarchiv, Klagenfurt[9]
- Niederösterreichisches Landesarchiv, St. Pölten[10]
- Oberösterreichisches Landesarchiv, Linz[11]
- Salzburger Landesarchiv, Salzburg[12]
- Steiermärkisches Landesarchiv, Graz[13]
- Tiroler Landesarchiv, Innsbruck[14]
- Vorarlberger Landesarchiv, Bregenz[15]
- Wiener Stadt- und Landesarchiv, Wien[16]

## Belgien
- Generalstaatsarchiv, Brüssel
- Staatsarchiv in Eupen

## Polen
- Staatsarchiv Danzig
- Staatsarchiv Leszno

## Weitere Länder
- Australien: National Archives of Australia, Canberra und dezentral (Gründung 1983)
- Türkei: Osmanisches Archiv (türkisch: Türkiye Cumhuriyeti Cumhurbaşkanlığı Devlet Arşivleri Başkanlığı; Gründung 1846)
- Brasilien: Arquivo Nacional, Rio de Janeiro (Gründung 1838)
- Dänemark: Staatliche Archive umfassen das Rigsarkivet (dt. Das Reichsarchiv) in Kopenhagen und drei Landesarchive in den Provinzen u. a. m.
- Frankreich: Archives nationales, Paris und dezentral
- Färöer: Nationalarchiv der Färöer, mit Zustimmung Dänemarks besitzt das autonome Gebiet der Färöer ein Nationalarchiv, seit 1932 in Thorshaven.
- Fürstentum Liechtenstein: Liechtensteinisches Landesarchiv, Vaduz (Gründung 1961)
- Italien: Archivio Centrale dello Stato, Rom (Gründung 1875); dezentrale Staatsarchive
- Japan: Nationalarchiv, Chiyoda (Gründung 1971)
- Kanada: Library and Archives Canada, Ottawa (Gründung 1953)
- Kanada: Bibliothèque et Archives nationales du Québec, Montreal (Gründung 1967)
- Kap Verde: Arquivo Histórico Nacional de Cabo Verde, Praia (Gründung 1988)
- Kroatien: Staatsarchiv in Osijek (Gründung 1947, Beginn der Sammlung Ende des 17. Jahrhunderts); Staatsarchiv Rijeka (Gründung 1926, seit 1997 Staatsarchiv, Beginn der Sammlung 1201)
- Malaysia: Sabah State Archives; Landesarchiv des malaysischen Bundesstaats Sabah
- Portugal: Arquivo Nacional da Torre do Tombo, Lissabon, zeitweise Porto (Beginn der Sammlung 882)
- Schweden: Riksarkivet, Stockholm (Gründung 1618)
- Spanien: Archivo General de Indias, Sevilla (Gründung 1785, Kolonialarchiv)
- Spanien: Archivo General de Simancas, Simancas, Valladolid (seit 1540, Königliches Spanisches Generalarchiv)
- Ungarn: Ungarisches Staatsarchiv, Budapest (Gründung 1756)
- Vatikan: Vatikanisches Apostolisches Archiv (Gründung im 16. Jahrhundert)
- Vereinigtes Königreich: The National Archives, London (Gründung 2003 als Nachfolger mehrerer Archive, Sammlung seit 1786, Archiv für England und Wales)
- Vereinigte Staaten von Amerika: National Archives and Records Administration, Washington (Gründung 1934)
  - Vereinigte Staaten von Amerika: Präsidentenbibliothek, dezentral (Beginn der Sammlung 1939, Gründung 1955)

## Online-Recherchemöglichkeiten
Bundesarchiv
- Hauptseite des Bundesarchiv
- invenio (Rechercheanwendung des Bundesarchivs)
- Archivportal Europa (in Kooperation mit dem Bundesarchiv)
- Digitales Bildarchiv
- Zentrale Datenbank Nachlässe
- Findbücher und sonstige Findmittel
- Netzwerk SED-/FDGB-Archivgut
- Portal Zwangsarbeit im NS-Staat
- Inventar der Quellen zur Geschichte der Euthanasie-Verbrechen 1939-1945
- Gedenkbuch - Opfer der Verfolgung der Juden unter der nationalsozialistischen Gewaltherrschaft in Deutschland 1933 1945
- Edition "Die Kabinettsprotokolle der Bundesregierung"
- Edition "Akten der Reichskanzlei. Weimarer Republik"
- Katalog der Bibliothek des Bundesarchivs

Baden-Württemberg
- Hauptstaatsarchiv Stuttgart
- Volltextsuche
- Struktur
- Signaturen
- Online-Findbücher

Bayern
- Die Staatlichen Archive Bayerns
- Bestände als PDF

Berlin
- Volltextsuche

Brandenburg
- Brandenburgisches Landeshauptarchiv
- Onlinedatenbank
- Suche in der Grundbuchdatenbank

Bremen
- Staatsarchiv Bremen
- Internet-Beständeübersicht

Hamburg
- Hamburg
- Zugang über Archivportal-D

Hessen
- Hessisches Landesarchiv
- Arcinsys Hessen (Archivinformationssystem Hessen)

Mecklenburg-Vorpommern
- Onlinedatenbank ARIADNE

Niedersachsen
- Niedersächsisches Landesarchiv
- Onlinedatenbank AIDA-Online (Archivinformationssystem Niedersachsen und Bremen)

Nordrhein-Westfalen
- Archive in Nordrhein-Westfalen

Abteilung Rheinland Standort Düsseldorf
- Beständeübersicht
- Online-Findbücher
- Online-Publikation der Kabinettsprotokolle
- Suchmaske

Abteilung Westfalen
- Beständeübersicht
- Sachthematische Inventare
- Online-Findbücher
- Suchmaske

Abteilung Ostwestfalen-Lippe
- Beständeübersicht
- Online-Findbücher
- Suchmaske

Abteilung Rheinland Standort Brühl
- Beständeübersicht
- Online-Findbücher
- Suchmaske

Rheinland-Pfalz
- Landesarchivverwaltung Rheinland-Pfalz
- Online Beständeübersicht und Findmittel

Saarland
- Archiv des Saarlandes
- Online-Beständeübersicht

Sachsen
- Beständeübersichten/Volltextsuche

Sachsen-Anhalt
- Landesarchiv Sachsen-Anhalt (LASA)
- Onlinedatenbank scopeArchiv

Schleswig-Holstein
- Landesarchiv Schleswig-Holstein
- Beständeübersicht und Suche

Thüringen
- Volltextsuche
- Beständeübersicht